# Jelizaveta Grigorjevna Tiomkina
Jelizaveta Grigorjevna Tiomkina (ryska: Елизавета Григорьевна Тёмкина), född 13 juli 1775, död 25 maj 1854, var en rysk adelskvinna.  
Hon var illegitim dotter till Grigorij Potemkin, som sörjde för hennes uppfostran; hon gifte sig som vuxen med en adelsman. Hon är främst känd i historien för det obekräftade påståendet att hennes okända mor ska ha varit Katarina den stora, med vilken Potemkin då hade ett förhållande. 